# Fusillade de l'aéroport international de Los Angeles en 2002
La fusillade de l’aéroport international de Los Angeles en 2002 a lieu le 4 juillet 2002, lors de la fête nationale américaine, à l’aéroport international de Los Angeles à Los Angeles, en Californie, aux États-Unis.
La fusillade éclate à 11 h 30, lorsqu’Hesham Mohamed Hadayet, un homme de 41 ans d’origine égyptienne armé de deux armes de poing et d’un couteau, sort de la file des passagers qui s’étire devant le comptoir de la compagnie israélienne sur la billetterie d’El Al, puis ouvre le feu.
Le tireur abat deux personnes avec son pistolet, il blesse également cinq personnes, dont quatre par balle. Après avoir poignardé un responsable israélien de la sécurité sur place, ce dernier riposte, abattant l’homme. Plusieurs milliers de personnes sont immédiatement évacuées à la suite de la fusillade, et tous les vols sont suspendus. Le terminal international a rouvert dans l’après-midi.
Les autorités américaines étaient pourtant en état d’alerte en raison de menaces terroristes pour la célébration du premier anniversaire de l’indépendance américaine depuis les attentats du 11 septembre 2001. En septembre 2002, les enquêteurs fédéraux concluent que cette fusillade était un acte terroriste perpétré par un assaillant qui espérait influencer la politique du gouvernement américain en faveur du peuple palestinien.

## Déroulement
Le 4 juillet 2002, vers 11 h 30, un homme, âgé de 41 ans, Hesham Mohamed Hadayet, s’approche en direction de la billetterie El Al de l’aéroport international de Los Angeles, et sort deux armes de poing (une arme de poing Glock 21 de calibre .45, une arme de poing glock de 9 mm) et un couteau de quinze centimètres. Il tire huit à dix coups de feu en direction des 90 passagers d’El Al, pour la plupart israéliens, qui se tenaient dans la zone de contrôle de sécurité, en attente de pouvoir embarquer sur le vol 106, qui devait atterrir en Israël le lendemain à 16 h,.
Dans un premier temps, l’assaillant abat Victoria Hen, une agente du service à la clientèle âgée de 25 ans, debout derrière le comptoir, d’une balle dans la poitrine. L’assaillant ouvre le feu sur les passagers alors qu’ils se blottissent à proximité et tire sur un passant de 46 ans, Yaakov Aminov, bijoutier et père de huit enfants, qui déposait des amis à l’aéroport. Yaakov Aminov décède d’une balle dans l’abdomen,.
Quatre autres passants sont blessés par balle. Après que l’assaillant a tiré dix balles sur la foule, un garde de sécurité d’El Al, Chaim Sapir, se précipite sur le tireur et le jette à terre. Hedayat sort un couteau et poignarde Sapir. Ce dernier sort son pistolet et abat l’homme d’une balle dans l’abdomen.
La voiture du tireur, une Mercedes noire, est retrouvée dans le parking de l’aéroport dans la soirée, déclenchant une évacuation de la structure et le déploiement d’une équipe anti-bombe. Tous les vols prévus sont retardés, alors que 10 500 passagers se tiennent à l’extérieur du terminal après la fusillade. Rien d’inhabituel n’est toutefois trouvé dans la voiture. Le domicile du tireur est également fouillé par les autorités, inhabité, car la femme et les deux enfants du suspect étaient partis la semaine précédente pour un voyage en Égypte.
Le tireur, n’ayant pas de pièce d’identité personnelle avec lui lorsqu’il est entré à l’aéroport, les autorités ne parviennent à l’identifier qu’environ huit heures plus tard, à partir d’informations trouvées dans sa voiture. Les responsables du FBI déclarent que l’homme possédait deux permis de conduire californiens, l’un l’identifiant comme Hesham Mohamed Hadayet et l’autre comme Hesham Mohamed Ali. Ces deux permis de conduire indiquaient par ailleurs deux dates de naissance différentes — le 7 avril 1961 et le 4 juillet 1961.

## Réactions

### Renforcement national de la sécurité
À New York, approximativement 4 000 policiers sont rejoints par des patrouilles de six hélicoptères de combat du département de police de la ville de New York (NYPD) à quelques heures d’un grand feu d’artifice le long de la côte est de Manhattan. La fusillade de Los Angeles incite une protection policière accrue pour les « sites israéliens », y compris la zone El Al à l’aéroport international JFK dans le Queens.
L’agence gouvernementale responsable de la sécurité aérienne américaine annonce son intention de faire patrouiller des agents armés dans les terminaux de l’aéroport et de garder les guichets, jusqu’au 19 novembre 2002.

### Réponses israéliennes
En Israël, la porte-parole du ministère des Affaires étrangères, Yaffa Ben-Ari (en), déclare que « les terroristes ont délibérément choisi le quatrième jour de juillet pour perpétrer leur crime sur le sol des États-Unis ».
Le jour de l’attaque, le porte-parole du gouvernement israélien, Avi Pazner, n’exclut pas la possibilité d’une attaque terroriste, ajoutant qu’« il n’est pas encore clair qui a fait cela. Nous enquêtons sur cet incident conjointement avec les autorités américaines ».

### Hommages et funérailles
Le dimanche 7 juillet, des centaines de personnes se rendent dans deux synagogues de Los Angeles pour les funérailles des deux victimes. Plus de 1 000 personnes se rassemblent à la synagogue Yad Avraham, pour les funérailles de Yaakov Aminov, le dimanche 7 juillet 2002. Pour celles de Victoria Hen, ce sont environ 500 personnes qui sont présentes au cimetière juif d’Eden Memorial Park (en) à Mission Hills.

## Auteur
Hesham Mohamed Hadayet (en arabe : هشام محمد هدايت) est né le 4 juillet 1961 au Caire et mort le 4 juillet 2002, le jour de ses 41 ans, à l’aéroport international de Los Angeles. Ressortissant égyptien, il était un chauffeur de limousine qui vivait légalement aux États-Unis depuis 10 ans à Irvine, dans la banlieue de Los Angeles avec sa femme et ses deux fils.
Par la suite, ses voisins l'ont décrit comme un homme calme et discret, mais qui avait été irrité par la prolifération de drapeaux des États-Unis près de chez lui après les attentats du 11 septembre 2001. Il s’était notamment disputé avec des voisins qui avaient brandi des drapeaux américains depuis les balcons de l'immeuble dans lequel il vivait, affirmant que les drapeaux lui étaient « jetés au visage ».
Il a étudié le commerce à l’université Ain Shams et a travaillé comme comptable avant de partir pour les États-Unis, ou il demande l’asile politique en décembre 1992 après être entré avec un visa de touriste. À partir de mars 1995, l’Immigration and Naturalization Service refuse sa demande de naturalisation, pourtant aucune mesure n’a été prise pour mettre en place l’expulsion d’Hadayet. L’INS déclarera plus tard que le processus de demande avait pris beaucoup de temps, car l’agence était inondée de demandes à l’époque.
En Égypte, il avait été arrêté parce qu’il était membre d’Al-Gama’a al-islamiyya, un groupe islamiste considéré comme une organisation terroriste par les États-Unis et l’Union européenne. Il a nié l’accusation aux autorités américaines de l’immigration. Il a ensuite affirmé qu’il était membre de l’Association de la mosquée Assad ibn al-Furat, un groupe qui visait à « comprendre vraiment et appliquer la loi islamique au XXe siècle en toutes circonstances ».
Peu de temps avant son expulsion prévue en 1997, lorsque sa femme a gagné à la Loterie de la Carte verte il envoie une demande de changement de statut de visa. Sur cette demande, il a écrit qu’il avait demandé l’asile politique et que la demande était en instance. Hadayet a ensuite obtenu un visa de résident permanent.

## Conséquences
En septembre 2002, les enquêteurs fédéraux concluent que la fusillade était un acte terroriste perpétré par un tireur solitaire déterminé à devenir un martyr. Hadayet espérait influencer la politique du gouvernement américain en faveur du peuple palestinien, toutefois, un certain nombre d’autres facteurs aurait motivé l’homme : son entreprise de limousines était en faillite, son couple battait de l’aile et, après le départ de sa femme et de ses enfants pour l’Égypte, il était seul et déprimé le jour de son anniversaire. Au cours de l’enquête, les enquêteurs n’ont trouvé aucune preuve reliant Hadayet à un groupe terroriste. Ils ont qualifié la fusillade ainsi, car Hadayet avait des opinions anti-israéliennes et était opposé à la politique américaine au Moyen-Orient.